# Kōraku-en
Il Kōraku-en (後楽園?, Kōrakuen) è un giardino giapponese situato a Okayama, nell'omonima prefettura, considerato uno dei tre grandi giardini del Giappone insieme al Kenroku-en di Kanazawa e al Kairaku-en di Mito.
È noto soprattutto per i suoi vasti prati, del tutto inusuali in un giardino giapponese, per sfruttare al meglio le tecniche paesaggistiche giapponesi dette kaiyū (回遊?) e shakkei (借景?), e per la presenza delle gru della Manciuria portatrici di fortuna.
Il giardino è stato realizzato su richiesta del daimyō (feudatario) Ikeda Tsunamasa a partire dal 1687 e si considera ufficialmente concluso nel 1700, data di completamento del perimetro esterno e dei primi edifici, ma in realtà è stato continuamente modificato nel corso dei secoli successivi fino al periodo Taishō. Durante il XX secolo il Kōraku-en ha subito gravi danni; la successiva ristrutturazione del giardino si è protratta fino al 1967, quando tutti gli edifici del giardino sono stati restaurati o ricostruiti.
Il giardino è iscritto fin dal 1922 nell'elenco dei Siti paesaggistici del Giappone, e nel 1952 ha acquisito lo status di sito "speciale" che tutela i più importanti luoghi di eccezionale valore storico e artistico del paese.

## Nome
Il nome originale del giardino era Go-kōen (御後園?), dove go- (御?) è un prefisso onorifico e kōen vuol dire "giardino sul retro", nel senso che è collocato sul retro del castello di Okayama.
Nel 1871 il daimyō Ikeda Akimasa decise di aprire il giardino al pubblico, e per l'occasione lo rinominò col suo attuale nome di Kōraku-en. Il nuovo nome vuol dire "giardino del piacere dopo (il dovere)": il suffisso -en (園?) vuol dire giardino, mentre i primi due ideogrammi kō- (後?) e raku (楽?) significano "dopo" e "gioire" e sono tratti dalla massima di Confucio «Prima ci si intristisce con la tristezza in Terra, poi si gioisce delle gioie della Terra» (天下の憂いに先立って憂い、天下の楽しみに後れて楽しむ?), semplificata in lingua giapponese in «sen'yū kōraku» (先憂後楽? "prima la tristezza, poi la gioia") e pressoché equivalente al modo di dire italiano "prima il dovere e poi il piacere".
Il cambio di denominazione del giardino da Go-kōen a Kōrakuen deriva probabilmente dalla volontà del daimyō Ikeda di omaggiare l'omonimo giardino di Tokyo Koishikawa Kōrakuen di proprietà del Clan Tokugawa, cioè della famiglia dello shōgun, che possedeva quel nome fin dalla fondazione del 1629.

## Caratteristiche principali
Il Kōraku-en è collocato su un'ansa del fiume Asahi in maniera speculare al castello di Okayama, che si trova di fronte sull'altro lato del fiume. L'area su cui sorge era originariamente connessa con quella circostante, ma nel 1940 un emissario artificiale del fiume scavato lungo il perimetro nord-est del giardino lo ha separato dalla terraferma trasformandolo in un'isola artificiale.
L'area del giardino è a forma di tomoe (巴? "a forma di virgola") ed è caratterizzata da un vasto spazio centrale pressoché ininterrotto e circondato interamente da una cintura vegetale. L'organizzazione interna dello spazio risente delle numerose modifiche apportate nei secoli, che hanno cambiato radicalmente la fruizione del giardino: gli edifici, inusualmente numerosi per un giardino giapponese, sono collocati principalmente nelle aree perimetrali perché erano inizialmente usati come punti di osservazione sul paesaggio interno secondo lo stile zakan (座観? "sedersi e guardare"), mentre boschi e specchi d'acqua sono stati successivamente distribuiti in maniera complessa per creare paesaggi variegati attraversati da sentieri secondo lo stile kaiyū (回遊? "andare in giro in tondo").
Come tipico di tutti i giardini giapponesi, anche il Kōraku-en è composto interamente da quattro elementi standard: rocce, acqua, piante (fatte crescere secondo forme artificiali) e oggetti del paesaggio. Il grande stagno centrale Sawa-no-ike, ad esempio, è composto da acqua (lo stagno), rocce (le isole e le composizioni di rocce sopra di loro), crescita delle piante (pini e altri alberi dalla forma modificata dall'uomo) e oggetti del paesaggio (ponti ed edifici) allo scopo di produrre un preciso paesaggio.

## Storia

### Contesto precedente

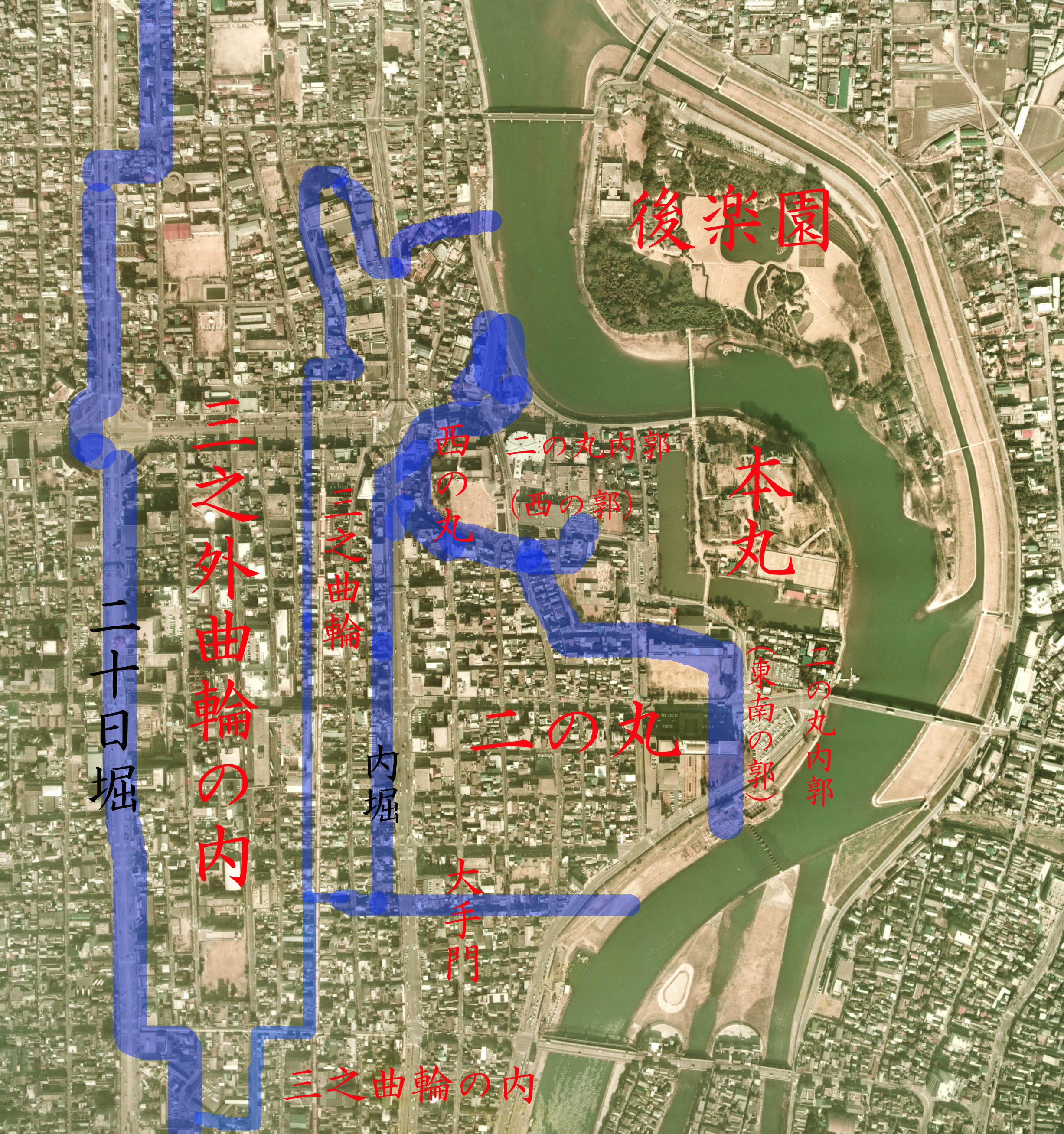
Mappa aerea del 1974 del centro di Okayama dopo la ricostruzione post-bellica. Sono scritti in rosso i nomi delle aree (in alto a destra il Kōraku-en, subito sotto oltre il fiume il castello di Okayama), ed evidenziati in azzurro gli ex canali concentrici che circondavano il castello; attualmente la maggior parte di questi sono stati tombati e sostituiti da strade.

Il Kōraku-en sorge a fianco al castello di Okayama, di cui è storicamente parte integrante; per la sua posizione "sul retro" del mastio del castello, il primo nome provvisorio del giardino era proprio Go-kōen (御後園?, "giardino sul retro").
Il castello sorge sul colle Okayama, che sovrasta un'ansa a forma di S del fiume Asahi e dà il nome alla città e all'intera zona. Fu spostato in quel punto nel 1597 (Keichō 2) da Ukita Hideie, militare, samurai e membro del Consiglio dei cinque reggenti organizzato dal daimyō Toyotomi Hideyoshi allo scopo di proseguire la sua politica dopo la sua morte. L'ansa molto serpentina dell'Asahi rappresentò per secoli al tempo stesso una risorsa e un problema: la sua forma consentì di sfruttarlo come fossato naturale del castello sui lati nord ed est, integrato sui lati sud e ovest da canali artificiali, ma causava anche esondazioni su entrambi i lati nei periodi di forti piogge. Per questo motivo il castello e la sua cittadella furono posti sopra un basamento di pietra particolarmente alto, in modo da non soffrire delle piene del fiume.
Durante il XVII secolo il governo del feudo di Okayama (comprendente le provincie di Bicchū e Bizen) passò dagli Ukita ai Kobayakawa e poi agli Ikeda (originari di Mino), il cui terzo capofamiglia Ikeda Mitsumasa fu proclamato primo daimyō di Okayama.

### Fondazione del giardino
La costruzione del Kōraku-en iniziatò nel 1687 su iniziativa di Ikeda Tsunamasa (池田綱政?), figlio di Mitsumasa, quarto capofamiglia Ikeda e secondo daimyō a governare Okayama. Lo scopo del giardino era di avere uno spazio di relax per sé stesso e per i suoi ospiti. Tsunamasa diede incarico della realizzazione al suo vassallo Tsuda Nagatada (津田永忠?), che era stato elevato al rango di samurai presso la sua corte dal padre Ikeda Mitsumasa. Al tempo di Tsunamasa il titolo di "samurai", benché di valore militare, aveva già perso ogni connotato bellico dato che la dittatura militare dello shogunato Tokugawa manteneva una condizione di pace imposta nel Paese; i samurai svolgevano quindi attività intellettuali, burocratiche o amministrative per la loro provincia di residenza. Nagatada era fra questi samurai non combattenti e ha lasciato a Okayama numerose testimonianze architettoniche e ingegneristiche.
La sistemazione a terra del giardino richiese 13 anni fino al 1700, data considerata tradizionalmente come quella di "completamento" del giardino. Entro il 1707 vennero edificati i primi edifici in legno, fra cui vari padiglioni chiamati chaya (茶屋?) ed edifici religiosi sincretici chiamati chinju (鎮守?).
Il grande ezu (絵図? mappa dipinta) del 1716 noto come O-chaya on-ezu (御茶屋御絵図?) mostra il progetto originale del giardino. Su una grande area a forma di virgola sono collocati tre grandi stagni, il principale dei quali è al centro e ha forma tondeggiante; quasi metà del terreno è occupato da campi e risaie a sud e a est; a ovest invece si trovano numerosi edifici, fra cui il padiglione principale En'yō-tei che affaccia su un grande prato; lungo i bordi del giardino sono collocati, distanziati fra loro, vari piccoli edifici e tre grandi boschi, uno principalmente di ciliegi di montagna, uno principalmente di pini e uno principalmente di aceri. Il risultato è un'area completamente aperta e pianeggiante in cui tutti gli edifici e le piante ad alto fusto sono collocate nelle aree perimetrali.
La sistemazione mostrata dall'ezu del 1716 chiarisce che in principio il giardino era usato come un grande orto alimentare per il feudatario, il quale ammirava il panorama campestre seduto in uno dei vari edifici perimetrali, strategicamente collocati per fornire specifici punti di vista in uno stile paesaggistico noto come zakan shiki (座観式? "sedere e guardare").

### Evoluzione successiva

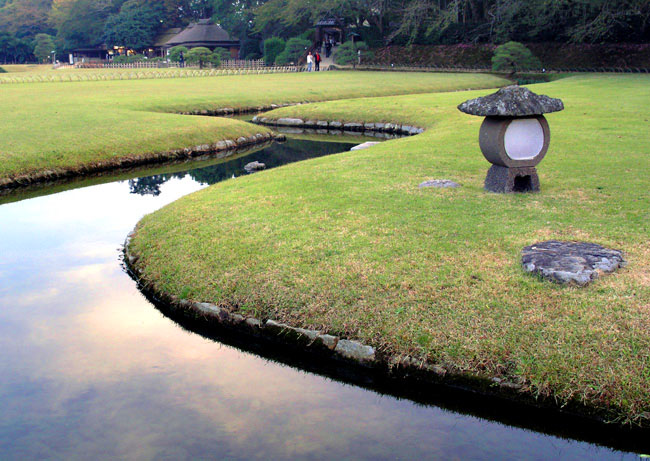
Il corso d'acqua Kyokusui (曲水) nel Kōraku-en.

Nel corso dei secoli sono state messe in pratica svariate modifiche, la più vistosa delle quali è stata svolta dal diretto successore di Tsunemasa, suo figlio Tsugumasa, che nel 1743 concluse l'elevazione della collina Yuishinzan al centro del giardino modificandone fortemente il profilo. Le successive modifiche sono state di ordine molto meno invasivo, come ad esempio la progressiva modifica del perimetro del lago centrale, svolta in modo sufficientemente contenuto da non alterare la percezione originale dello spazio.
Il Kōraku-en è uno dei rarissimi giardini nobili di cui gli storiografi possono studiare l'evoluzioni sulle fonti primarie: l'archivio storico degli Ikeda è sopravvissuto fino al giorno d'oggi e conserva una grande quantità di documenti come disegni, progetti tecnici, lettere e libri paga esposti a rotazione tematica presso il locale Okayama City Museum. Lo studio delle mappe del giardino ha permesso di stilare una cronologia completa della storia del giardino e una identificazione puntuale dei suoi cambiamenti, possibilità estremamente rara in Giappone data la forte perdita di materiale documentario che ha afflitto il Paese per secoli in seguito agli incendi, particolarmente comuni data la tecnica costruttiva locale basata prevalentemente sul legno.
Nel 1884 gli Ikeda, ormai residenti nella nuova capitale Tokyo, vendettero il giardino alla prefettura di Okayama, che lo convertì in un giardino pubblico; precedentemente la possibilità di accesso per la gente comune era concessa solo in specifiche occasioni e ricorrenze.
Nel XX secolo il Kōraku-en ha subito forti danni, quali la perdita di buona parte della flora originale, la morte delle gru cerimoniali tanchō, il danneggiamento degli edifici in legno a seguito del tifone Muroto nel 1934 e il rogo di alcuni di essi a causa del bombardamento aereo di Okayama nel 29 giugno 1945. La presenza dei documenti dell'archivio Ikeda ha comunque permesso la ricostruzione fedele sia del giardino sia delle strutture. Nel 1952 il Kōraku-en è stato designato come "Sito paesaggistico speciale", una categoria della legislazione giapponese che identifica e tutela quegli spazi a cui è stato riconosciuto un particolare valore artistico o paesaggistico.

## Cronologia

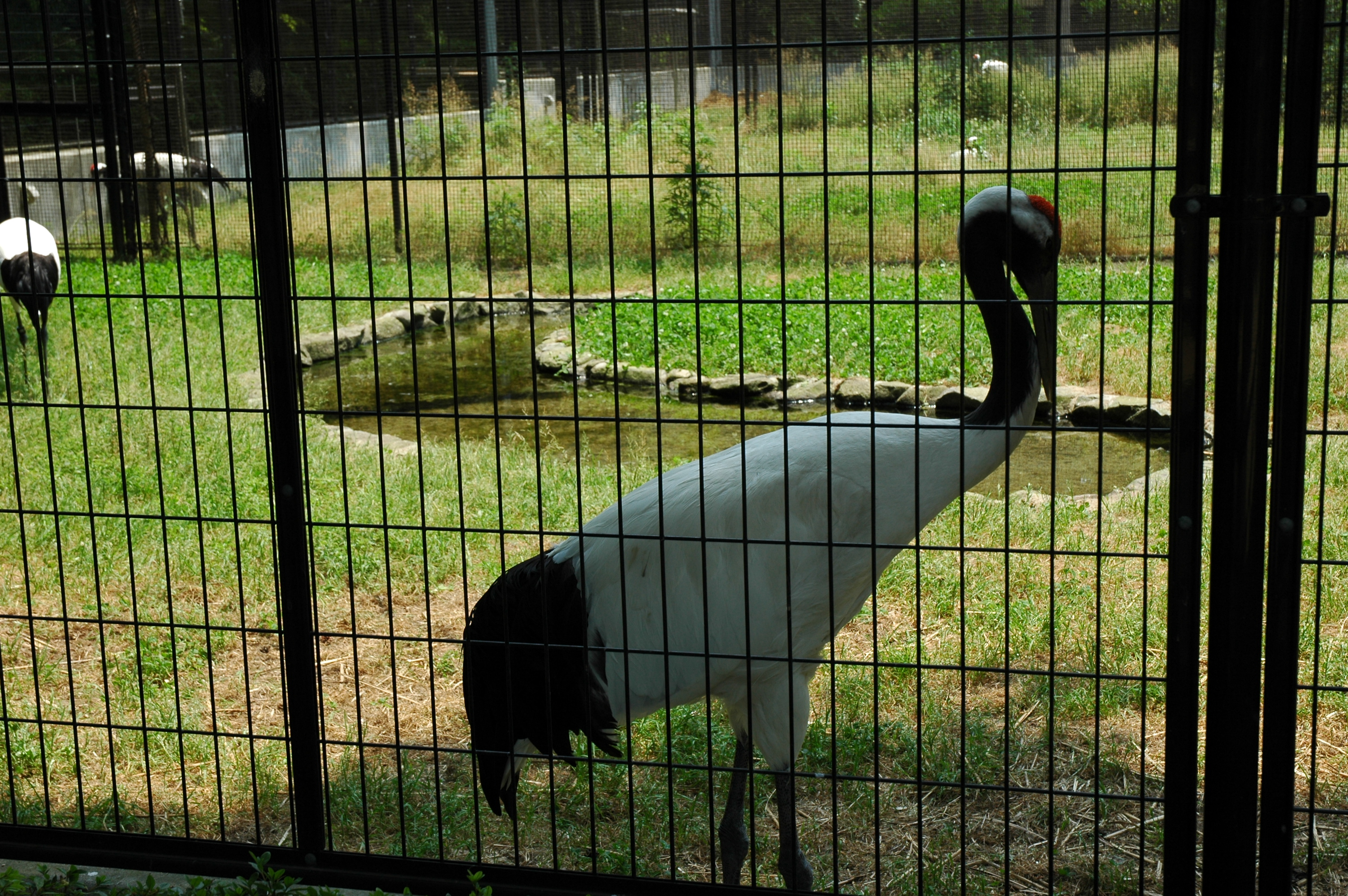
Le gru cerimoniali tanchō presentano una macchia rossa sulla testa bianca: questi due colori messi insieme sono chiamati kōhaku (紅白) e considerati di buon auspicio in Estremo Oriente.

La cronologia riporta gli anni sia secondo il calendario gregoriano sia secondo le ere giapponesi, cioè con il nome post-mortem dell'imperatore al tempo in carica, secondo la stessa pratica in uso presso gli antichi romani.
Alcuni degli edifici originali del Kōraku-en sono andati perduti in calamità naturali, guerre o incendi: dove non diversamente specificato, gli edifici attuali sono ricostruzioni di quelli originali. Per maggiori informazioni, consultare il paragrafo Edifici.
- 1687 (Jōkyō 4): a dicembre inizia formalmente la costruzione del giardino con lo scavo delle risaie e la semina del riso.
- 1689 (Genroku 2): a giugno sono allestiti i campi coltivati e iniziata la costruzione del primo edificio. A luglio si tiene la prima raccolta del riso, di valore cerimoniale per lo Shintoismo. A dicembre sono completati i prati.
- 1691 (Genroku 4): in ottobre viene completato il padiglione principale, poi nominato En'yō-tei, e iniziati gli altri edifici minori.
- 1694 (Genroku 7): a febbraio viene completata il padiglione Kisha-tei.
- 1695 (Genroku 8): a novembre viene completata la costruzione del padiglione Enmei-dō, oggi perduto. A partire da quest'anno i documenti chiamano il giardino Go-kōen.
- 1696 (Genroku 9): a gennaio viene concluso il padiglione Renkei-dō (poi rinominato Renchi-ken), e a febbraio il Kanki-tei di fronte alla pista equestre.
- 1697 (Genroku 10): a luglio viene concluso un primo palcoscenico teatrale, e a settembre viene eretto il tempio Kan'on-dō (poi rinominato Shigen-dō).
- 1698 (Genroku 11): a gennaio il Padiglione En'yōtei viene danneggiato dall'esondazione del fiume Asahi e inizia la ristrutturazione. Vengono eretti due templi buddhsiti: Jizō-dō nel bosco e Benzaiten-dō sull'isolotto centrale del laghetto Sakaizawa (poi rinominato Sawa-no-ike).
- 1699 (Genroku 12): si conclude la costruzione del tempio Kan'on-dō, del portale Niō-mon e delle nagaya (edifici a schiera), e la ristrutturazione del Padiglione En'yō-tei.
- 1700 (Genroku 13): il progetto originale del giardino Go-kōen è completato, da questo momento partono aggiunte e modifiche.
- 1707 (Hōei 4): il palcoscenico originale del 1697 viene riadattato per il teatro Nō.
- 1716 (Kyōhō 1): anno di realizzazione della mappa nota come O-chaya on'ezu (御茶屋御絵図? "Mappa delle case da tè[16]").
- 1732 (Kyōhō 17): Ikeda Tsugumasa fa demolire e ricostruire l'area del teatro Nō, che comprende il palco, i camerini e il Padiglione Eishō-no-ma.
- 1743 (Kanpō 3): entro quest'anno viene elevata la collinetta Yuishinzan con il suo stagno sul lato ovest.
- 1771 (Meiwa 8): Ikeda Harumasa converte tutti i campi coltivati in prati, vengono mantenute solo la piantagione di tè.
- 1863 (Bunkyū 3): entro quest'anno nel laghetto centrale la penisola di Jari viene staccata dal bordo e diventa l'isola di Jari, come appare adesso.
- 1871 (Meiji 4): Ikeda Akimasa cambia il nome del giardino da Go-kōen a Kōraku-en e il 7 febbraio lo apre gratuitamente al pubblico. Il 14 luglio gli Ikeda si trasferiscono definitivamente a Tokyo e lasciano il giardino.
- 1884 (Meiji 17): la famiglia Ikeda vende il giardino alla prefettura di Okayama.
- 1922 (Taishō 11): il giardino viene designato come "sito paesaggistico" (名勝?, meishō) secondo la denominazione legale giapponese.
- 1934 (Shōwa 9): il giardino viene completamente allagato[17] dal tifone Muroto.
- 1945 (Shōwa 20): durante la guerra del Pacifico avviene il bombardamento di Okayama nel quale bruciano alcuni edifici sul lato est del giardino, incluso il Padiglione En'yō-tei. Anche il vicino castello brucia quasi interamente, lasciando intatte solo le mura e alcune torrette come la Tsukimi yagura (月見櫓? "Torretta per osservare la Luna").
- 1947 (Shōwa 22): fino a quest'anno il giardino viene usato come dormitorio militare.
- 1949 (Shōwa 24): la città di Iwakuni nella vicina Prefettura di Yamaguchi dona al Kōraku-en l'ex residenza del clan Kikkawa, che viene smontato dal luogo originale e rimontato nel giardino nel luogo dove sorgeva il Padiglione Kakumei-kan usato, per eventi e manifestazioni pubbliche.
- 1952 (Shōwa 27): il giardino viene designato come "Sito paesaggistico speciale" (特別名勝?, Tokubetsu meishō) secondo la nuova legislazione sui beni culturali giapponese. Parte la ricostruzione post-bellica, il primo edificio ricostruito è il Padiglione Moshō-an.
- 1954 (Shōwa 29): il 1º giugno il giardino riapre al pubblico a pagamento.
- 1956 (Shōwa 31): il politico, medico e umanista cinese Guō Mòruò dona al giardino due gru della Manciuria, uccello noto in Giappone come tanchō e portatore di fortuna, in segno di amicizia con la città di Okayama dove aveva studiato da giovane. A partire dal gennaio successivo si tiene ogni giorno di Capodanno un'esibizione pubblica con le gru a scopo propiziatorio per l'anno nuovo.
- 1958 (Shōwa 33): ripartono le rappresentazioni del teatro Nō.
- 1960 (Shōwa 35): la ricostruzione del Padiglione En'yō-tei è completa.
- 1967 (Shōwa 42): tutti gli edifici sono stati ricostruiti.
- 2000 (Heisei 12): celebrazioni per il 300º anniversario dalla fondazione del giardino.
- 2015 (Heisei 27): la prefettura di Okayama georeferenzia l'area del giardino e realizza l'applicazione per smartphone Okayama Kōraku-en Navi grazie a cui è possibile essere guidati nel giardino via GPS[18].

## Edifici
- En'yō-tei (延養亭?) -> ricostruito
- Kisha-tei (騎射亭?)
- Enmei-dō (渕明堂?), perduto
- Renkei-dō (濂渓堂?) -> Renchiken (廉池軒?)
- Kanki-tei (観騎亭?)
- Kan'on-dō (観音堂?) -> Jigen-dō (慈眼堂?)
- Jizō-dō (地蔵堂?)
- Niōmon (仁王門?)
- Nagaya (長屋?) -> perduto
- Kakumei-kan (鶴鳴館?)
- Moshō-an (茂松庵?) -> ricostruito
- Ryūten (流店?)

## Galleria d'immagini

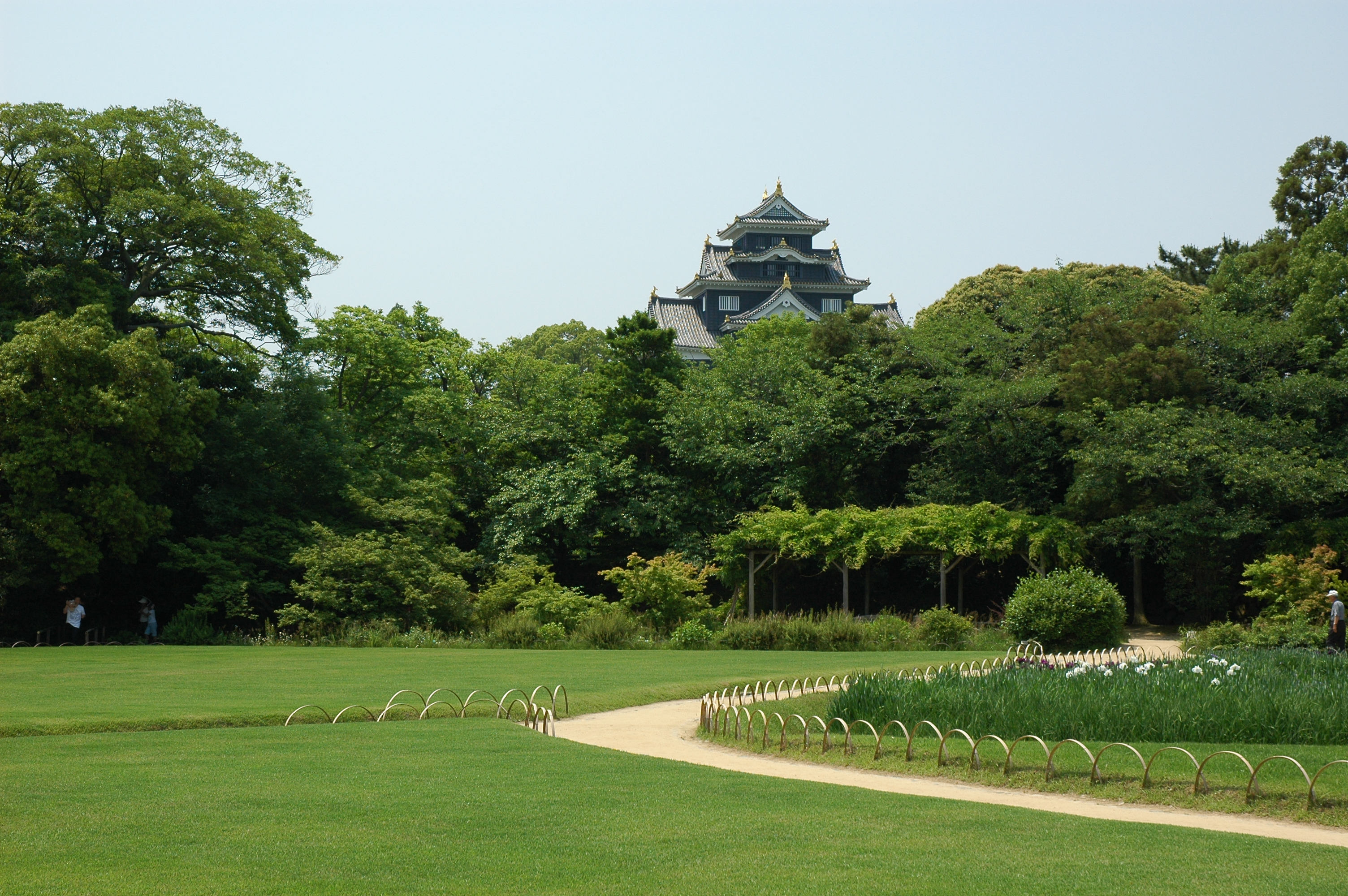
Il castello di Okayama dietro il Kōraku-en.
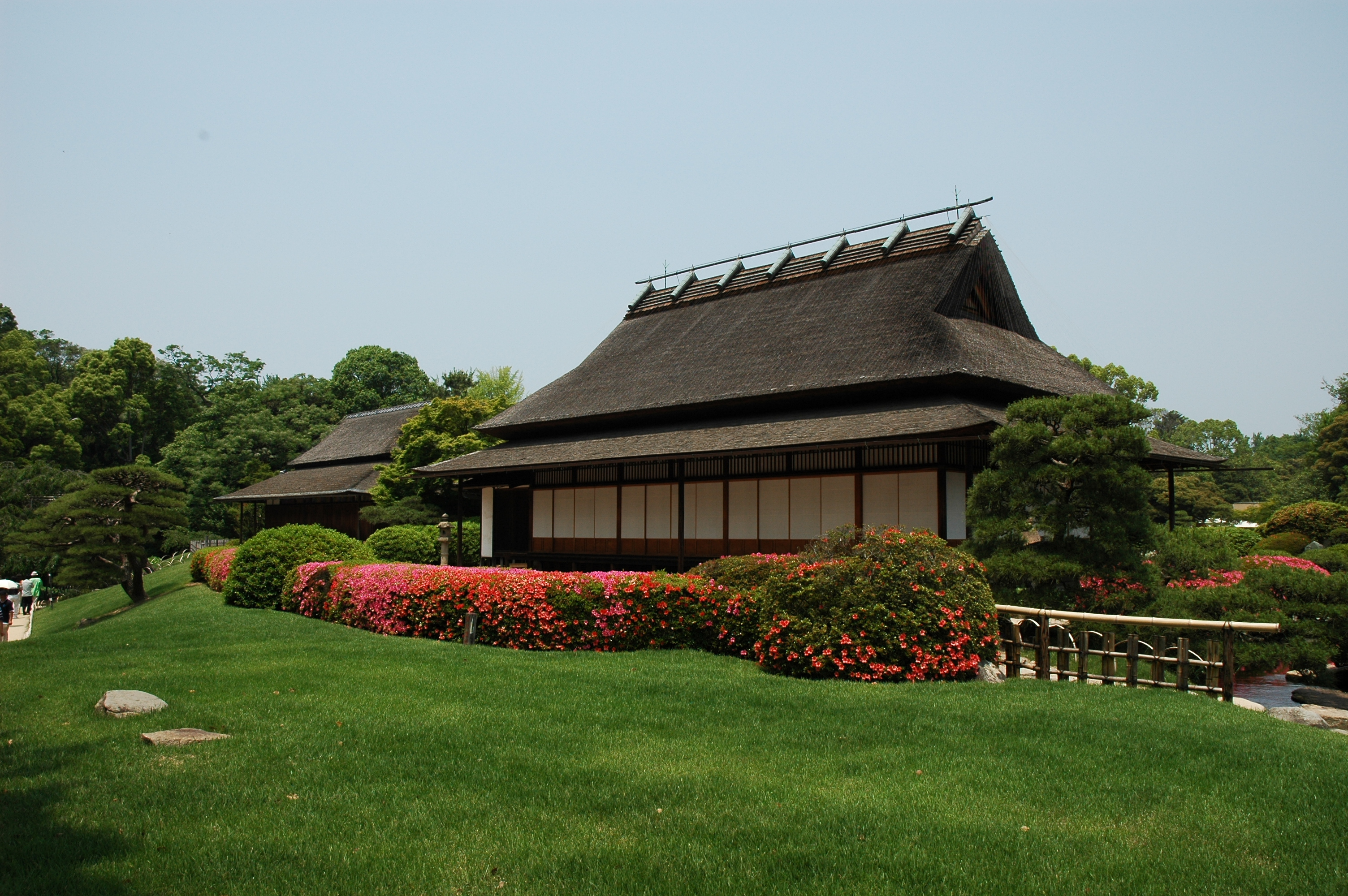
Vista laterale del padiglione En'yōtei.
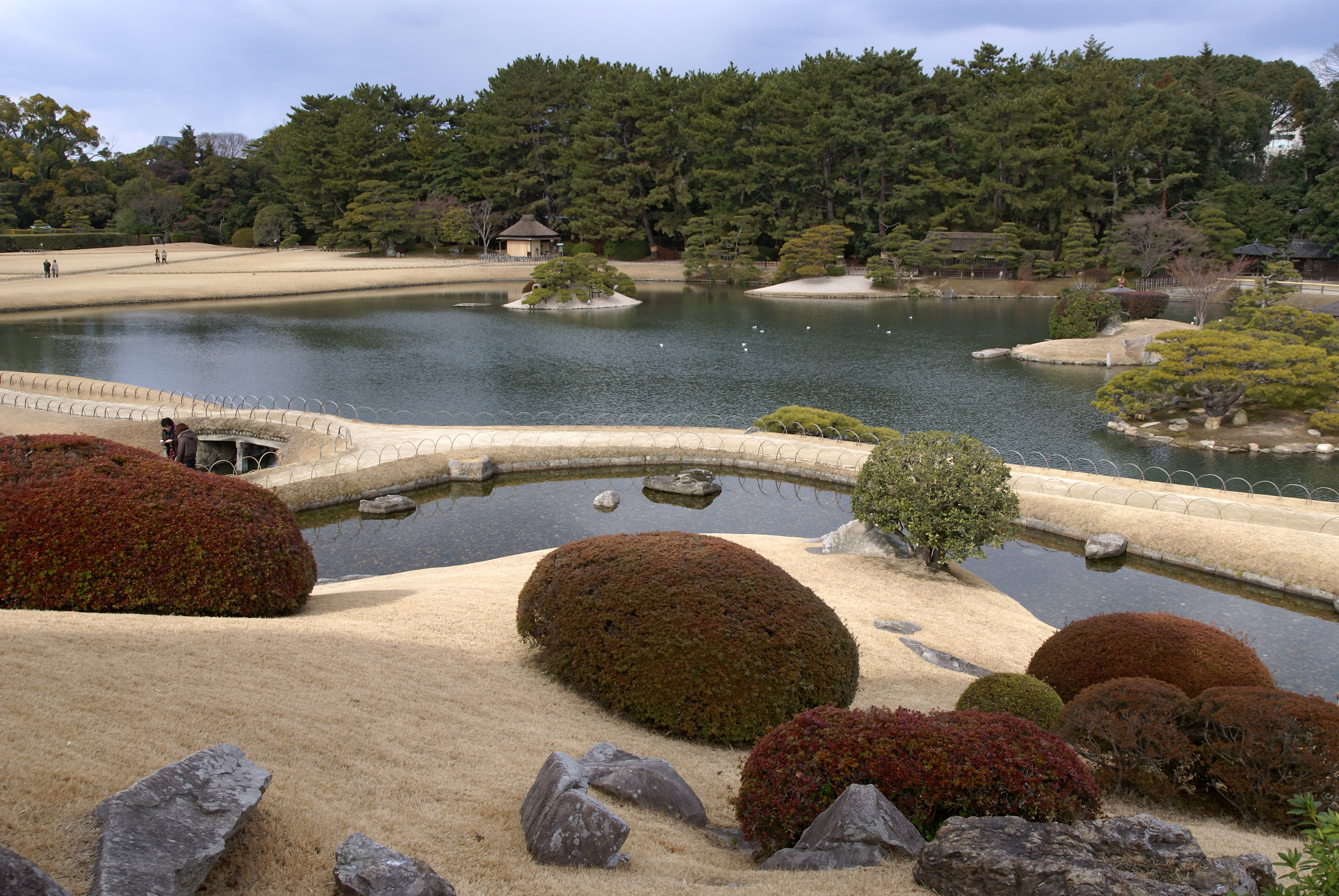
Vista del lago Sawa-no-ike dalla collina Yuishinzan.
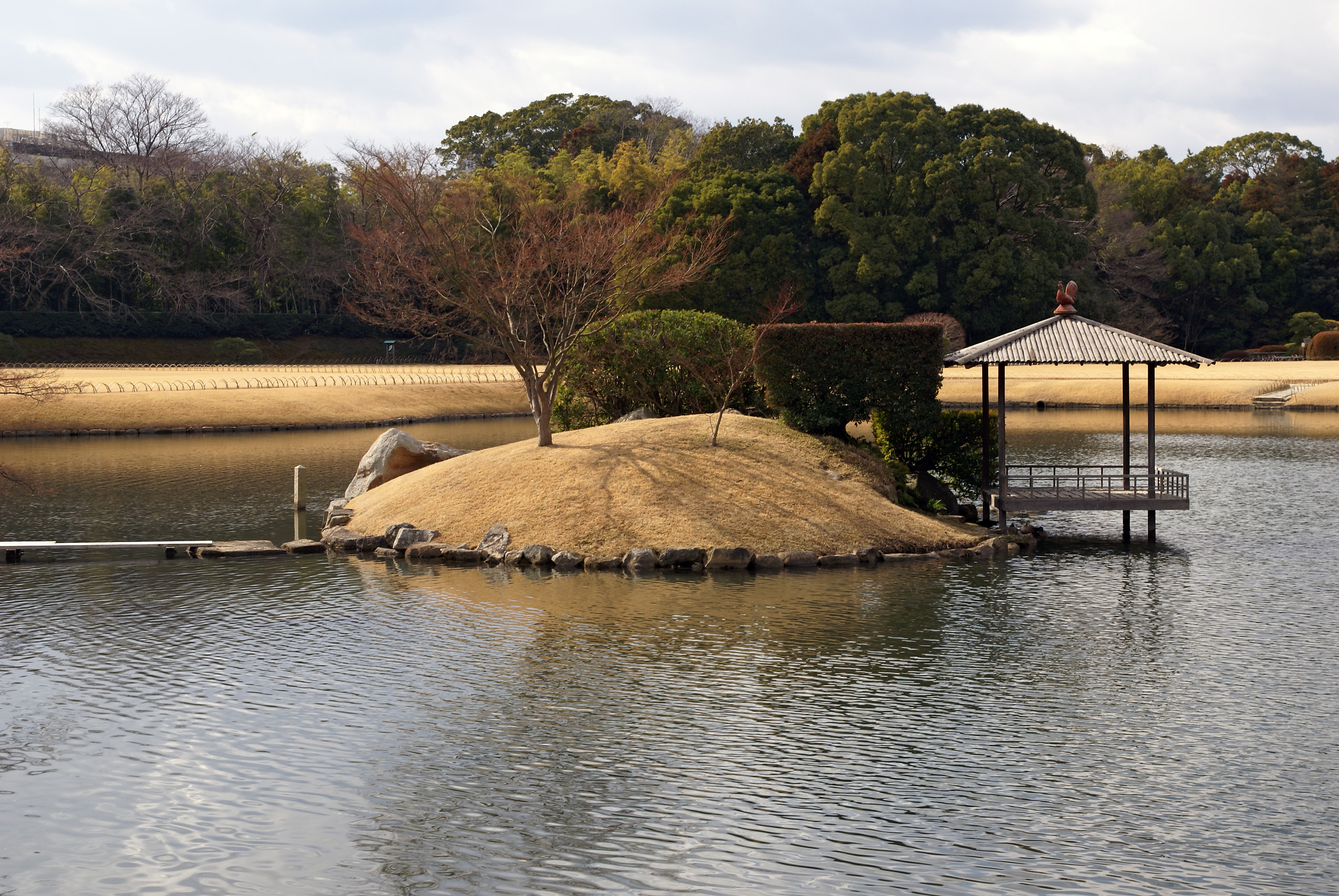
Vista dell'isoletta Minoshima.